# Ernest Stordiau
Ernest Stordiau (Antwerpen 10 oktober 1855, Antwerpen 3 april 1937), was een zeer productieve Belgische architect.

## Biografie

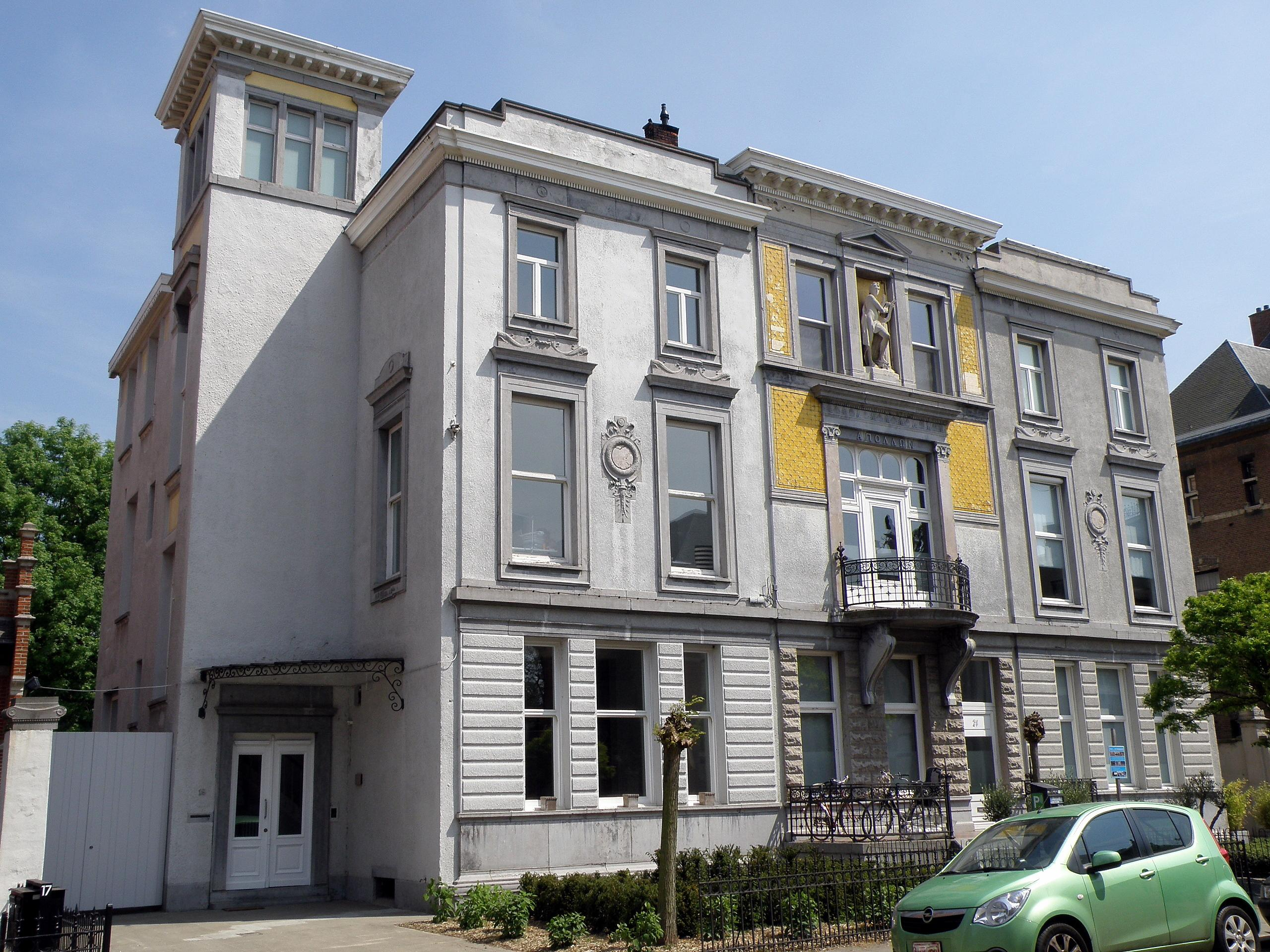
Herenhuizen in de wijk Zurenborg, in Antwerpen (1894).

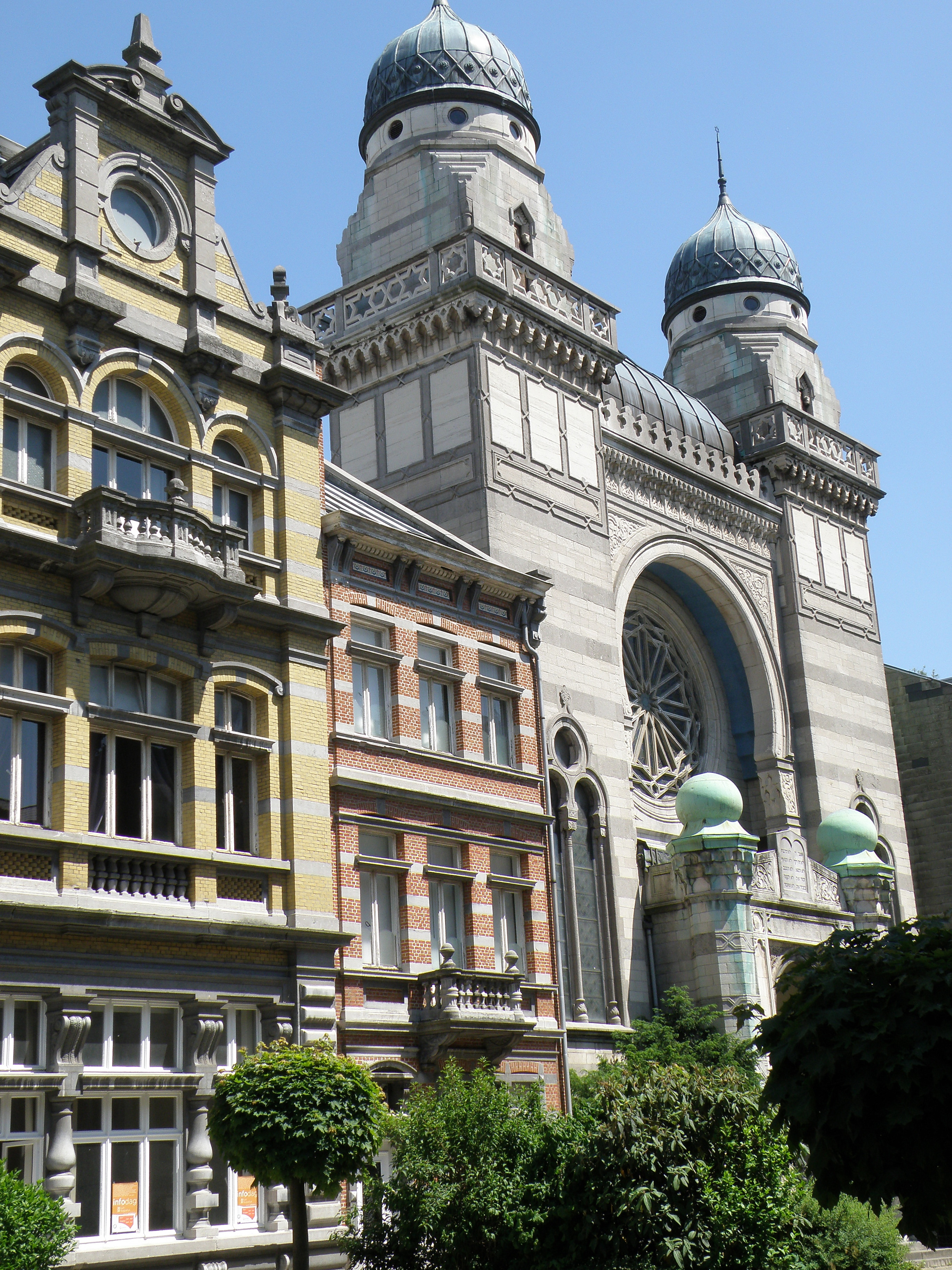
Hollandse Synagoge in de Bouwmeestersstraat te Antwerpen (1892-1893).

Ernest Stordiau was de zoon van ingenieur-architect Jan-Frans Stordiau (13 maart 1829 - 8 april 1904).
Onder familiale invloed ontwikkelde hij interesse voor de bouwkunst.
Hij volgde onder meer niet-universitair hoger onderwijs en leerde het beroep bij zijn eigen vader, maar ook bij architect Jan-Lodewijk Baeckelmans.
Aan de Koninklijke Academie voor Schone Kunsten van Antwerpen volgde hij les in 1873 en in 1874, en in 1875 begon hij zijn loopbaan als bouwmeester.
Zes jaar later, in 1881, stichtten de adellijke families Cogels en Osy (in casu: Josephina Osy) het immobiliënbedrijf Naamloze Maatschappij voor het bouwen van Burgers Huizen - Oost Kwartier (Antwerpen). Deze onderneming was opgericht met als doel het landelijk gebied Zurenborg, ten oosten van de stad Antwerpen, te verstedelijken.

Ernest, op dat ogenblik 26 jaar, werkte vanaf de totstandkoming van dat bedrijf gedurende 13 jaren op regelmatige basis voor deze maatschappij, net zoals de architecten Jos Bascourt en Ernest Dieltiens.
Tezelfdertijd, vanaf 1890 tot 1892, construeerde hij de neogotische Kapel van het Allerheiligste Sacrament in de Hemelstraat te Antwerpen.
De joodse synagoge Shomre Hadas (gebouwd van 1892 tot 1893) was aanvankelijk een ontwerp van Ernest Stordiau. Architect Joseph Hertogs (1861-1931) die bijzonder vertrouwd was met specifieke details van de joodse bouwstijl, paste het project aan. Deze indrukwekkende constructie in neo-moorse stijl was gefinancierd door uit Nederland ingeweken personen, en werd om die reden ook wel de Hollandse Synagoge genoemd.
Omstreeks 1900 restaureerde Sordiau het Kasteel Pulhof te Wijnegem.
De door Stordiau gebouwde woningen waren veelal opgetrokken in de eclectische bouwtrant of in de neoclassicistische stijl met invloeden van de Vlaamse

renaissance, maar ook in de neo-Florentijnse stijl of in art-nouveau.
Stordiau bleef als bouwmeester zeer bedrijvig tot 1914. Tijdens de Eerste Wereldoorlog nam de woningbouw af, en na 1918 was Ernest nog weinig actief ingevolge zijn gevorderde leeftijd.
Hij overleed op 3 april 1937 te Antwerpen, en werd ter aarde besteld op de stedelijke begraafplaats Schoonselhof (Hoboken) maar zijn graf werd inmiddels geruimd.

## Prijzen
Op de Wereldtentoonstelling van 1910 te Brussel werd hem de "Eerste Medaille voor Bouwkunst", toegekend voor een niet-gerealiseerd project uit 1904 (Paleis van de provinciegouverneur te Bergen).

## Functies
In 1902 werd Stordiau lid van de prestigieuze Koninklijke Maatschappij der Bouwmeesters van Antwerpen (KMBA), waar ook andere befaamde architecten lid waren, zoals onder meer Jan De Vroey en Ernest Dieltiens.
Hij werd er voorzitter in 1908 en voerde die functie uit tot 1910.

## Eerbetoon
Uit respect voor Stordiau's werk bewees koning Albert I hem eer door in 1911 de titel van ridder in de Kroonorde toe te kennen.

In 1936 (een jaar voor zijn overlijden) begiftigde koning Leopold III hem met de rang van officier in de Orde van Leopold II.

## Werken

### Antwerpen

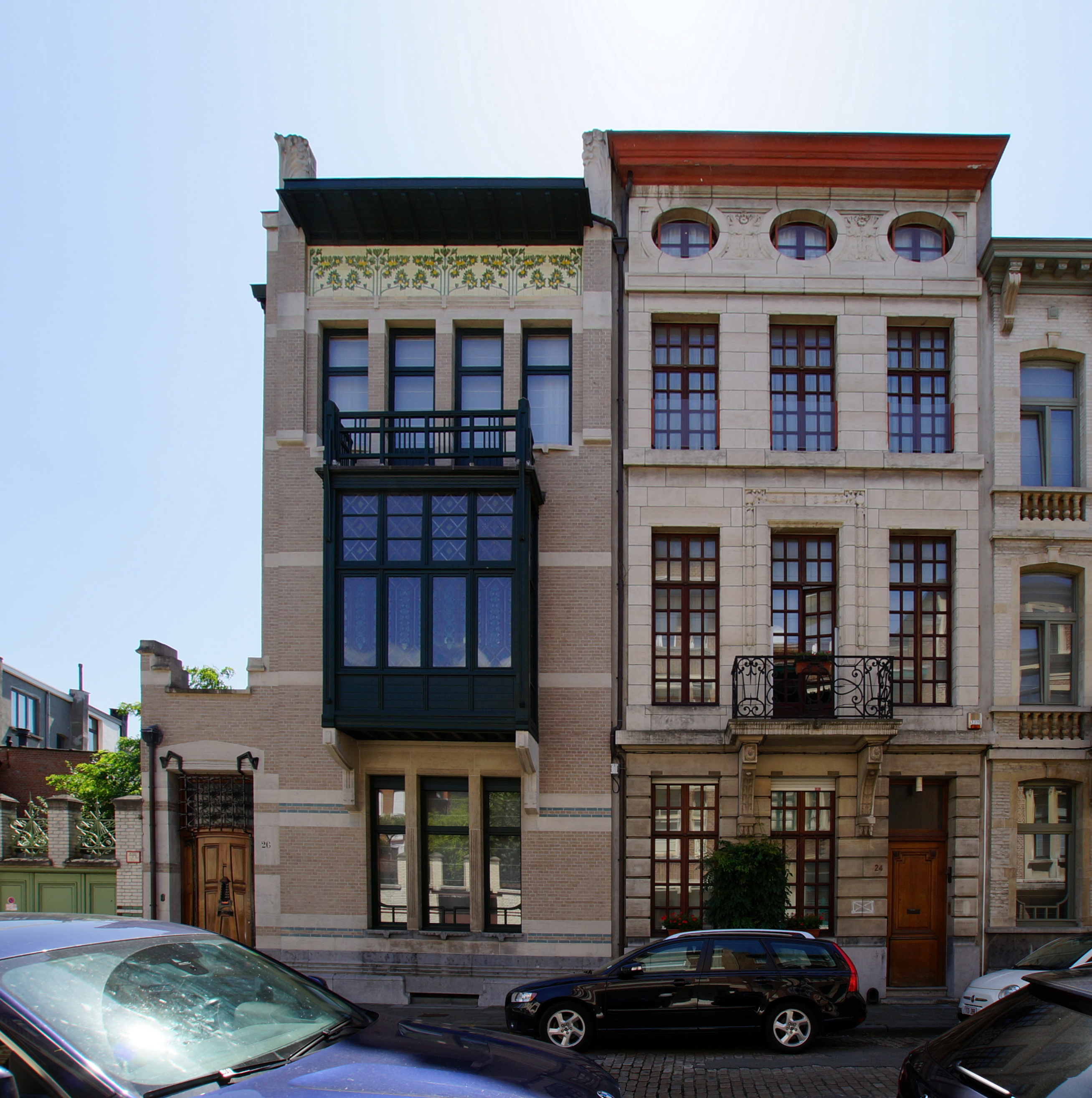
Twee herenhuizen.
Generaal Van Merlenstraat 26 (links) & 24 (rechts) (1901).

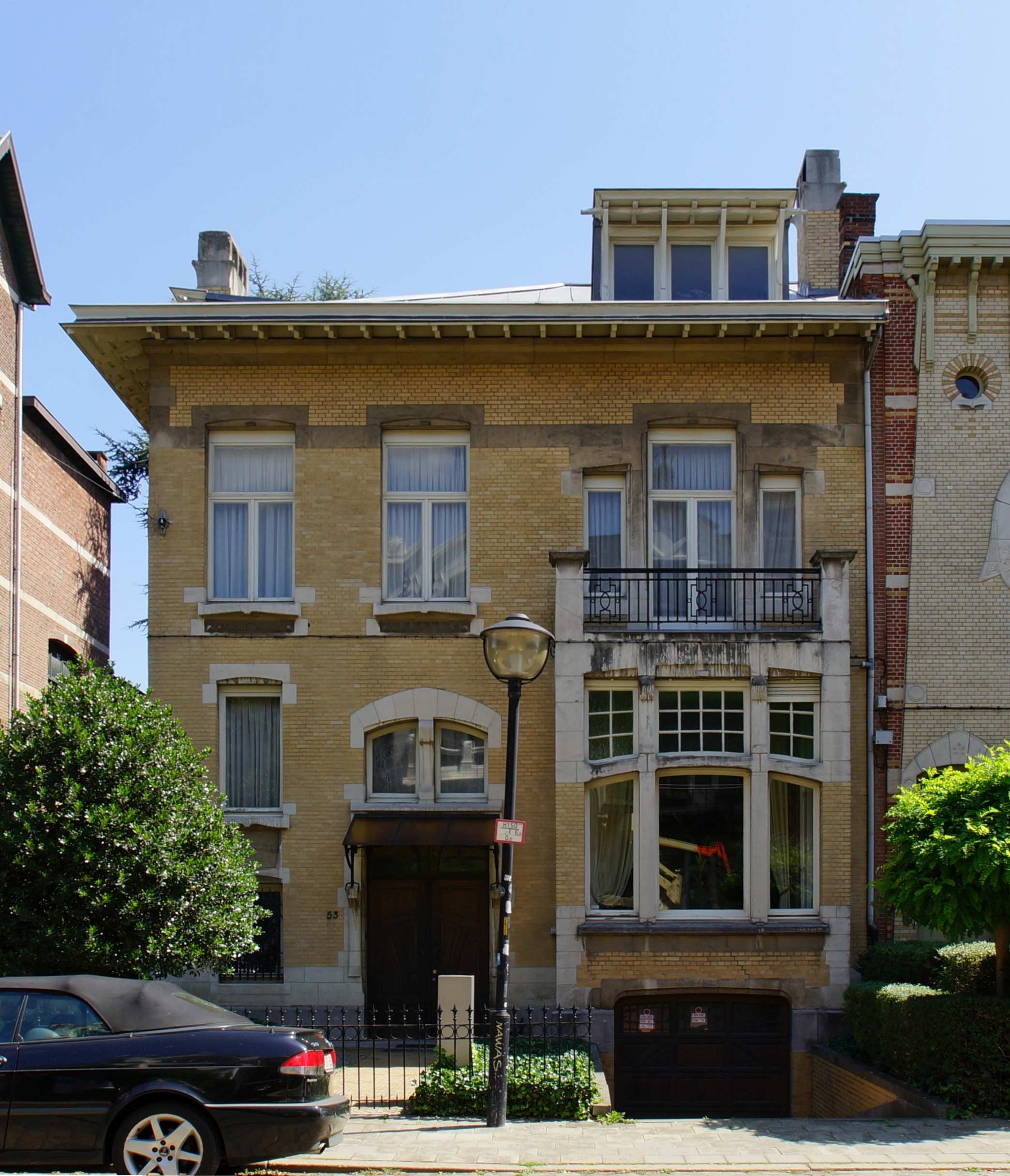
Herenhuis. Cogels-Osylei 53 (1904).

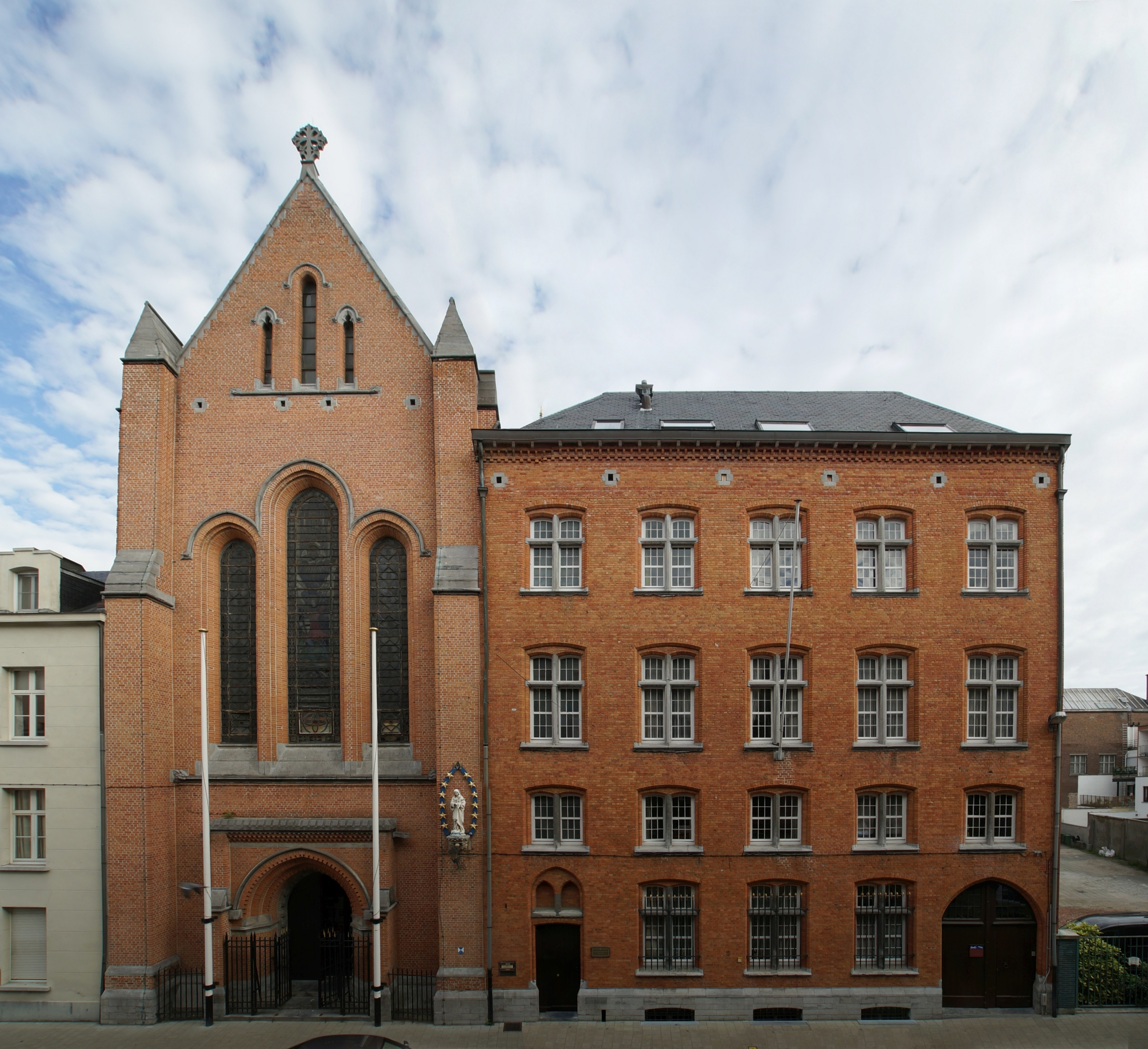
Kapel van het Allerheiligste Sacrament, en klooster, Hemelstraat, Antwerpen. (1890).

- 1883: Herenhuis in second-empirestijl, Sint-Thomasstraat 36;
- 1883: Herenhuis in neoclassicistische stijl, Frankrijklei 148;
- 1884: Woning in eclectische stijl, Grotehondstraat 18;
- 1884: Burgerhuis in neoclassicistische stijl, Justitiestraat 10;
- 1884: Neoclassicistisch burgershuis, Sanderusstraat 34;
- 1886: Neoclassicistische huizen, Grotehondstraat 29 tot 41;
- 1887: Burgershuis in neo-Florentijnse stijl, Sint-Jansvliet 16;
- 1888: Woningen in neorenaissancestijl, Grotehondstraat 43 tot 47;
- 1889: Burgershuizen in neorenaissancestijl, Belgiëlei 95-97;
- 1890: Kapel van het Allerheiligste Sacrament in neogotische stijl, Hemelstraat 21-23;
- 1892: Neoclassicistische woning, Isabella Brantstraat 31;
- 1893: Synagoge "Shomre Hadas" in neo-moorse stijl, Bouwmeesterstraat 7. Het oorspronkelijk plan werd getekend door architect Stordiau. Een aangepaste versie van de hand van architect Hertogs werd definitief.
- 1894: Burgerhuis Apolloon, Cogels-Osylei 19 tot 23;
- 1896: Zes huizen in eclectische stijl, Stierstraat 6-16;
- 1898: Voorname dokterswoning in neorenaissancestijl, Plantin en Moretuslei 54-56 (Antwerpen)
- 1898: Herenhuizen in art-nouveaustijl, Generaal Van Merlenstraat 39 tot 47;
- 1900: Herenhuis in art-nouveaustijl, Amerikalei 215;
- 1901: Beaux-arts-burgershuis, Van Schoonbekestraat 33;
- 1901: Twee herenhuizen, Generaal Van Merlenstraat 24 en 26
- 1904: Burgershuis in beaux-artsstijl, Cogels-Osylei 64;
- 1904: Burgershuis in art-nouveaustijl; Cogels-Osylei 53;
- 1904: Twee beaux-artsburgershuizen, Harmoniestraat 17 en 19;
- 1904: Herenhuis in neo-Lodewijk-XVI-stijl, Van Putlei 22;
- ~1904: Huis "Katholieke Kring", Lange Gasthuisstraat 30;
- 1907: Hoekhuis in beaux-artsstijl, hoek van de Hertoginstraat en de Sint-Jozefstraat;
- 1908: Neoclassicistische woningen, Paleisstraat 76 tot 80;
- 1908: Hoekhuis in beaux-artsstijl, hoek van de Korte Leemstraat en de Sint-Jozefstraat;
- 1910: Eclectische woningen, Van Putlei 14 en 16;
- 1913: Herenhuis in beaux-artsstijl, Peter Benoitstraat 11;
- 1913: Burgerhuis in beaux-artsstijl, Prins Albertlei 18;
- 1914: Breed herenhuis in beaux-artsstijl, Montebellostraat 27;
- 1924: Twee woningen in beaux-artsstijl, Mechelsesteenweg 168 en 170;

### Wijnegem
- ~1900: Hoofdgebouw van kasteel Pulhof in neo-Lodewijk XVI-stijl, 's Gravenwezelsteenweg.

- Nationale Bibliotheek van Israël: 987009755087405171
- Union List of Artist Names: 500238242
- Virtual International Authority File: 172529152